# Gyömöre
Gyömöre là một thị trấn thuộc hạt Győr-Moson-Sopron, Hungary. Thị trấn này có diện tích 20,49 km², dân số năm 2010 là 1267 người, mật độ 62 người/km².